# Willi Boller
Willi Boller (* 3. Juli 1922 in Darmstadt; † 2006) war ein deutscher Marineoffizier, zuletzt Flottillenadmiral der Bundesmarine.

## Leben
Nach dem Abitur trat Boller am 1. Oktober 1940 als Baubeamtenanwärter in die 7. Schiffsstammabteilung (Stralsund) in die Kriegsmarine ein. Er kam dann als Kadett zur 40. Minensuchflottille nach Brest. Ab Anfang Juni 1941 war er an die Marineschule Mürwik kommandiert. Ab Mitte September 1943 war er als Wachoffizier, später Erster Wachoffizier, auf unterschiedlichen U-Booten (u. a. auf U 298 und später ab Indienststellung Mitte Dezember 1944 bis Kriegsende auf U 2526) eingesetzt. Zu Ende des Zweiten Weltkriegs geriet er als Oberleutnant zur See (Beförderung am 1. Januar 1945) in Kriegsgefangenschaft. Am 23. Juli 1945 wurde er bereits wieder aus der Kriegsgefangenschaft entlassen.
Anschließend studierte er ab Mitte Dezember 1945 bis 13. April 1946 am Pädagogischen Institut Jugenheim und wurde Lehrer. Als solcher nahm er vom 10. September 1952 bis 7. April 1953 an einem Austauschprogramm in den USA teil und wurde anschließend ab November 1953 Hauptlehrer und Schulleiter in Hoch-Weisel (Friedberg).
Am 16. Juli 1956 trat er als Kapitänleutnant in die Bundesmarine ein und erhielt bis 28. Juli 1956 seine Einweisung an der Marineschule Kiel. Anschließend wurde er bis 10. Mai 1959 Kompaniechef und Lehroffizier an der Marineversorgungsschule (Neustadt). Vom 17. Oktober 1960 bis 23. Dezember 1961 nahm er an der Admiralstabsausbildung der französischen Marine an der École Superieure de Guerre Navale in Paris teil und wurde ab Februar 1962, später als Korvettenkapitän (Beförderung am 22. Juni 1962), Hilfsreferent im Bundesministerium der Verteidigung in Bonn eingesetzt. Es folgte eine Versetzung als Lehrstabsoffizier an der Führungsakademie der Bundeswehr in Hamburg, während derer er am 1. März 1966 zum Fregattenkapitän befördert wurde. Anschließend wurde er Abteilungsleiter A4 (Logistik) beim Befehlshaber der Seestreitkräfte der Nordsee und übernahm die gleiche Funktion als Kapitän zur See (Beförderung am 1. September 1971) im Flottenkommando (Glücksburg). Daran schloss sich eine Verwendung als Abteilungsleiter G4 (Logistik) beim Befehlshaber Territorialkommando Schleswig-Holstein/Deutscher Bevollmächtigter im Bereich Allied Forces Northern Europe (AFNORTH) in Kiel.
Am 1. Oktober 1976 wurde Boller, ab 1. Oktober 1978 Flottillenadmiral, Stabsabteilungsleiter Logistik im Führungsstab der Marine in Bonn. Am 1. April 1979 wurde er Kommandeur des Marineunterstützungskommandos in Wilhelmshaven.
Nach seiner Pensionierung am 30. September 1982 übernahm er eine Aufgabe als Repräsentant der Firma VDO Luftfahrtgeräte Werk Adolf Schindling GmbH in Bonn.
Boller war verheiratet und hatte zwei Kinder. 